# Camponotus maynei
Camponotus maynei är en myrart som beskrevs av Auguste-Henri Forel 1916. Camponotus maynei ingår i släktet hästmyror, och familjen myror. Inga underarter finns listade.